# Pheosia californica
Pheosia californica är en fjärilsart som beskrevs av Strech. 1872. Pheosia californica ingår i släktet Pheosia och familjen tandspinnare. Inga underarter finns listade i Catalogue of Life.